# Вербикаро
Вербикаро (итал. Verbicaro) — коммуна в Италии, располагается в регионе Калабрия, подчиняется административному центру Козенца.
Население составляет 3514 человек, плотность населения составляет 110 чел./км². Занимает площадь 32 км². Почтовый индекс — 87020. Телефонный код — 0985.
Покровительницей коммуны почитается Пресвятая Богородица (Madonna delle Grazie), празднование 2 июля.